# 2,4-Di-tert-butyl-6-(5-chlorbenzotriazol-2-yl)phenol
2,4-Di-tert-butyl-6-(5-chlor-2H-benzotriazol-2-yl)phenol ist eine chemische Verbindung aus der Gruppe der 2-(2-Hydroxyphenyl)-2H-benzotriazole.

## Gewinnung und Darstellung
2,4-Di-tert-butyl-6-(5-chlor-2H-benzotriazol-2-yl)phenol kann durch Diazotierung von 4-Chlor-2-nitroanilin, Kupplung auf 2,4-Di-tert-butylphenol und Reduktion mit Glucose- und Zinkpulver als Reduktionsreagenzien erhalten werden.

## Eigenschaften
2,4-Di-tert-butyl-6-(5-chlor-2H-benzotriazol-2-yl)phenol ist ein gelblicher Feststoff, der praktisch unlöslich in Wasser ist.

## Verwendung
2,4-Di-tert-butyl-6-(5-chlor-2H-benzotriazol-2-yl)phenol gehört zur Klasse der UV-Absorber und UV-Filter auf Benzotriazolbasis, die in Kosmetika und Körperpflegeprodukten, wie Shampoos, Körperlotionen und Sonnenschutzmitteln, verwendet werden können.

## Gefahrenbewertung und Risikomanagement
Das Umweltbundesamt bewertete die Verbindung als sehr persistent und sehr bioakkumulierend (vPvB) und hat schlug diese als besonders besorgniserregenden Stoff (SVHC) vor. Aufgrund dieser Eigenschaften wurde sie 2015 von der ECHA auf die Kandidatenliste der besonders besorgniserregenden Stoffe gesetzt. 2020 wurde sie in das Verzeichnis der zulassungspflichtigen Stoffe mit dem Ablauftermin für die Verwendung in der EU zum 27. November 2023 aufgenommen.